# Darnah (distrikt)
Darnah (arabiska: درنة) är ett av Libyens tjugotvå distrikt (shabiyah). Den administrativa huvudorten är Darnah. Distriktet gränsar mot Medelhavet och distrikten Al Butnan, Al Jabal al Akhdar och Al Wahat.